# 2-羟软木三萜酮
2-羟软木三萜酮（英語：Cerin）又称2α-羟基无羁萜-3-酮，也译为微晶蜡，是一种有机化合物，化学式C30H50O2，可见于Diospyros iturensis、Maytenus canariensis等物种。它可以和乙酸酐反应，得到相应的乙酸酯。